# João Manuel Falcão Marques
João Manuel Falcão Marques (Maia, 1 de Outubro de 1946 - Faro, 16 de Fevereiro de 2023) foi um empresário e político português, que desempenhou importantes cargos na Câmara Municipal de Faro e na estrutura do Partido Socialista.

## Biografia
Nasceu no concelho da Maia, em 1 de Outubro de 1946. Esteve na Guiné durante a Guerra Colonial Portuguesa como parte do serviço militar, com o posto de alferes miliciano.
Fixou-se depois na cidade de Évora, onde trabalhou na Repartição de Finanças. Depois começou a exercer como profissional de seguros na empresa Mundial Confiança, tendo esta sido a principal ocupação ao longo da sua vida. Nos princípios da década de 1980 veio para a cidade de Faro, para dirigir a sede da seguradora Portugal Previdente, tendo posteriormente sido um dos principais responsáveis pelo processo de concentração desta empresa com outras da mesma área, constituindo a divisão de Portugal da Allianz. Atingiu elevados cargos na companhia, como director comercial, tendo estado à frente das operações em grande parte do país, como Portalegre, Seixal, Castelo Branco, Évora, Beja, Algarve e a Ilha da Madeira. Reformou-se em 2003, passando então a trabalhar como mediador de seguros em Faro até 2019, quando o negócio passou para o seu filho João Marques. Durante este período, trabalhou com um grande número de pessoas e empresas da região, e foi responsável pela introdução de muitos jovens na área dos seguros.
Também teve uma carreira política destacada, tendo-se filiado no Partido Socialista em 1974, quando estava em Évora, tendo sido membro até ao seu falecimento. Ao longo do seu percurso enfrentou alguns grandes nomes da política nacional, como Mário Soares. Presidiu à federação do partido em Évora e da concelhia de Faro, e foi deputado na Assembleia Municipal de Faro durante três mandatos, desde 1998 a 2009.
Faleceu em 16 de Fevereiro de 2023, aos 76 anos de idade, na cidade de Faro, tendo o corpo sido depositado no Cemitério dos Remédios, em Évora. A Câmara Municipal de Faro emitiu uma nota de pesar, onde realçou a sua carreira como deputado na Assembleia Municipal de Faro, posição «que sempre desempenhou em prol dos melhores interesses do concelho», acrescentando que foi «exemplar na dedicação e abnegação com que sempre assumiu os seus compromissos cívicos e políticos e no carinho que sempre manifestou pela nossa cidade». A sua morte também foi lamentada pela divisão do Algarve do Partido Socialista, que afirmou que «com o falecimento de Falcão Marques, desaparece um dos mais distintos, importantes, argutos, esclarecidos e solidários militantes e dirigentes do PS/Faro das últimas décadas», e acrescentou que «todos devemos recordar e procurar honrar os momentos de lealdade, gratidão e frontalidade, assim como a democrática e justíssima qualidade da sua liderança».